# Agnieszka brandenburska (miedzioryt)
Agnieszka brandenburska – miedzioryt, wykonany w 1605, przedstawiający Agnieszkę, córkę elektora brandenburskiego Jana Jerzego i żonę księcia wołogoskiego Filipa Juliusza, znajdujący się w posiadaniu rodu Bismarck-Osten.
Przedstawienie to, jak i bliźniaczy miedzioryt ukazujący Filipa Juliusza, powstało w rok po ślubie pary książęcej, być może z okazji tegoż. Wyobrażenie księżnej Agnieszki, podobnie jak i jej męża, oparte jest na portrecie Andreasa Riehla młodszego. Postać księżnej odziana jest w wytworny strój z kołnierzem, nosi też biżuterię z pereł i kamieni szlachetnych — wszystko to drobiazgowo oddane przez artystę, z czym kontrastuje nieco płasko sportretowana twarz. Koncept obu miedziorytów (Agnieszki i Filipa Juliusza) jest ten sam: prócz właściwego konterfektu składa się nań szereg inskrypcji. Nagłówek umieszczony powyżej portretu, określający godność osoby przedstawionej, głosi: „Wahre Contrafactur Der Durchleuchtigen, Hochgeborenen Fürstin vnnd Frauen, Frauen Agnes...”, księżnej pomorskiej, margrabianki brandenburskiej, zawiera także datę wykonania ryciny — „M.D.C.V.”. Druga inskrypcja znajduje się poniżej portretu Agnieszki i są to wiersze (jeden po łacinie, drugi po niemiecku) sławiące jej szlachetne pochodzenie oraz jej zalety i zasługi. Zastosowane rymy raczej są dość niezdarne. Niemiecki tekst, na który składa się dziesięć wersów, brzmi następująco:
„Ein Fürstin wert von hohem Stamm/
„Diß schöne Bild dir zeiget an/
„Auß Churfürstlichem Hauß geborn
„Von Brandenburg ists ausserkorn/
„Geschmückt mit Tugend, Zucht vnd Ehr/
„Bekendt allzeit die reine Lehr/
„Die Gottesforcht man spürt an Ihr/
„Ist Ihrem Herrn ein Freund und Zier.
„Wol stehets, wenn Schönheit ziert den Leib.
„Vnd wahrer Glaub im Hertzen bleibt”.